# クイーンコーラル (2代)
クイーンコーラルは、マリックスラインが運航していたフェリー。現在はドウォン海運により「イースタン・ドリーム」として運航中。

## 概要
ニュー・クイーンコーラルの代船として林兼造船で建造され、1993年10月7日に鹿児島 - 奄美 - 那覇航路に就航した。
共有建造制度を利用して建造された船舶整備公団との共有船である。
2008年、クイーンコーラルプラスの就航により引退した。
DBSクルーズフェリーに売却され、イースタン・ドリーム（Eastern Dream）となり、2009年6月29日から日韓露の三カ国を結ぶ航路に就航した。DBSクルーズフェリー#船舶
DBSクルーズファリーが2020年2月に廃止されると、韓国中堅船会社のドウォン商船によって買船され、2020年9月17日から京都府の舞鶴港－韓国・浦項－ロシア・ウラジオストクのフェリー航路に就航し、新型コロナウイルス対策のため貨物便のみで週1便の運行を行ったが、2021年2月に運行中止となり、その後東海 - ウラジオストク航路に就航していたが、2024年8月から境港への寄港を再開した。

### 航路
マリックスライン
- 鹿児島港（新港） - 奄美大島（名瀬港新港地区） - 徳之島（亀徳港） - 沖永良部島（和泊港） - 与論島（与論港） - 本部港 - 那覇港（那覇ふ頭）

就航時はクイーンコーラル7、1999年以降はクイーンコーラル8と2日に1便を運航していた。
DBSクルーズフェリー（環日本海横断定期航路）
- ウラジオストク - 東海港（東海港国際旅客ターミナル） - 境港（境港国際旅客ターミナル） - 舞鶴港

週1往復を運航した。2015年7月3日から隔週で、11月5日からは毎週、境港での停泊時間を利用して舞鶴港への延長運航を行っていた。舞鶴港では貨物のみの取り扱いだったが、境港での取扱量より舞鶴港の取扱量の方が約3倍多く、常に寄港地の変更が検討されていた。
ドウォン商船
- ウラジオストク - 浦項市迎日湾港 - 舞鶴港
- ウラジオストク - 東海港 - 境港

## 設計
トラック、乗用車などをロールオン・ロールオフ方式で車両甲板に搭載する。車両甲板の天井高さの拡大、ピラーを減らすことで、コンテナシャーシの搭載能力を強化している。船首甲板はコンテナスペースとなっており、コンテナをデリックによるリフトオン・リフトオフ方式で搭載することが可能であった。イースタン・ドリームとして就航するにあたり、デリックを撤去、船首のコンテナ搭載スペースに船室を増設している。
Bデッキ
- 1等室（洋室5名×8室・和室10名×1室）
- 2等寝台（8室）
- 2等室（5室）
- シャワー室
- レストラン

Cデッキ
- 2等室（3室+臨時客室1室）
- ゲームコーナー
- シャワー室

## 事故・インシデント

### 強風による乗揚
2005年4月2日、14時32分ごろ、与論島・与論港から沖永良部島・和泊港へ向かっていた本船は、強風下の和泊港へ着岸を試みたが、圧流され後部の係留策が取れなかった。そのため、着岸を断念して港外に退避する際、右転するため後退したところ強風により圧流され、船尾部が港湾入口のさんご礁付近の浅所に乗り揚げた。事故発生当時、天候は雨で風力7の北東の風が吹いており、付近は波高1.5メートルで東南東寄りのうねりがあった。乗り揚げ後、風が弱くなるのを待って着岸、その後、鹿児島港まで運航されたが、ダイバーによる潜水調査で、船底全般にペイント擦過傷および凹損、推進器翼および舵に曲損を生じていることが判明した。事故原因は、十分な操船水域がない和泊港で強風下に入港中、船体が大きく圧流された際に入港を中止することなく、接岸作業を継続した結果、港内で操船困難となり浅所に著しく接近したため、とされた。